# Lettsworth
Lettsworth è un piccolo villaggio degli Stati Uniti d'America, situata nell'estremo margine settentrionale della Parrocchia di Pointe Coupee, nello Stato della Louisiana. Situata sulla sponda sinistra del fiume Atchafalaya, nei pressi del congiungimento col fiume Mississippi e il fiume Red River.

## Curiosità
- Lettsworth è la città natale del noto chitarrista Blues Buddy Guy, nato qui nel 1936.
- Il padre del giornalista Howard K. Smith era originario di Lettsworth.